# Johann Christoph von Urbich
Johann Christoph Freiherr von Urbich (* 25. April 1653 in Creuzburg; † 17. Oktober 1715 ebenda) war Geheimer Rat, Botschafter und Minister in Wien sowie ein enger Vertrauter von Gottfried Wilhelm Leibniz.

## Leben
Das Leben von Urbich ist weitgehend unerforscht geblieben. Er stand in enger Verbindung mit dem Minister Bernhard von Zech und nahm maßgeblichen Einfluss auf die europäische Politik im ausgehenden 17. und beginnenden 18. Jahrhundert. Durch glückliche Umstände ist sein schriftlicher Nachlass erhalten geblieben. Darunter befinden sich auch zahlreiche Briefe von Leibniz.
Er war der Sohn von Johann Christoph Urbich (1615–1693), eines Pfarrers in Creuzburg/Werra, und Sybilla Margarethe Urbich, geborene Breithaupt (1633–1685).
Von Urbich war ab 1691 Gesandter des dänischen Königs in Wien. 1703–1707 stand er im Dienst des russischen Zaren Peter des Großen. In direkter Folge lebte er schließlich bis 1712 als kaiserlicher russischer Botschafter erneut in Wien.
Auf Grund seiner Verdienste für Russland und den Zaren wurde er als Freiherr 1707 in den dortigen Adelsstand erhoben.
Urbichs jüngerer Bruder Johann Caspar (1669–1728) führte ebenfalls den Freiherren-Titel.